# Fernando Tercero
Tercero  López est un nom espagnol. Le premier nom de famille, en général paternel, est Tercero ; le second, en général maternel, souvent omis, est López.
Fernando Tercero López (né le 28 décembre 2001) est un coureur cycliste espagnol.

## Biographie

### Débuts et carrière amateur
Fernando Tercero commence le cyclisme à dix ans dans un club à Valdepeñas,. Il concilie sa carrière sportive avec des études dans le domaine de l'agriculture à l'université de Castille-La Manche. 
En 2019, il rejoint l'équipe junior de la Fondation Contador, elle-même liée à la structure continentale Kometa. Bon grimpeur, il remporte une manche de la Coupe d'Espagne et termine quatrième de la Vuelta al Besaya. Au mois de septembre, il est sélectionné en équipe nationale pour les championnats du monde du Yorkshire, où il se classe quarantième du contre-la-montre. 
En 2020, il poursuit sa carrière au sein de la Fondation Contador, pour ses débuts espoirs (moins de 23 ans). Dans une saison perturbée par la pandémie de Covid-19, il se classe quatrième du Tour de Cantabrie, sixième du Tour de Valence et neuvième des championnats d'Espagne espoirs. En 2021, il se révèle parmi les meilleurs espoirs en terminant deuxième et meilleur jeune de la Ronde de l'Isard, une épreuve réputée pour les jeunes grimpeurs. La même année, il brille chez les amateurs espagnols en remportant une étape du Tour de Galice et en terminant troisième du Tour de Salamanque.
Lors de la saison 2022, il s'illustre en étant l'un des meilleurs espoirs du circuit espagnol. Il s'impose sur le Mémorial Manuel Sanroma, au Tour de Galice ainsi qu'à l'Aiztondo Klasica, manche de la Coupe d'Espagne amateurs. Il brille par ailleurs dans le calendrier de l'UCI en terminant troisième du championnat d'Espagne du contre-la-montre espoirs, huitième du Tour d'Italie espoirs, du Trofeo Piva et du Giro del Belvedere, ou encore neuvième du Gran Premio Palio del Recioto. Lors de la Ronde de l'Isard, il se classe à trois reprises sur les podiums d'étape mais ne termine que neuvième du classement général, piégé par une échappée dès le premier jour. Il représente également l'Espagne lors du Tour de l'Avenir, où finit dix-huitième et meilleur coureur de sa délégation.

### Carrière professionnelle
Il passe finalement professionnel à partir de 2023 au sein de la formation Eolo-Kometa, avec laquelle il signe un contrat de deux ans.

## Palmarès e résultats

### Palmarès par année
- 2018
  - Trofeu 15 d'Abril
- 2021
  - Trofeu Fira d'Agost
  - 3e étape du Tour de Galice
  - 2e de la Ronde de l'Isard
  - 3e du Tour de Salamanque
  - 3e du Tour de Galice
- 2022
  - Classement général du Mémorial Manuel Sanroma
  - Aiztondo Klasica
  - Tour de Galice :
    - Classement général
    - 3e étape

  - 3e du Tour de la Bidassoa
  - 3e du championnat d'Espagne du contre-la-montre espoirs
  - 3e du Tour de Salamanque

### Classements mondiaux
| Année           | 2021 |
| --------------- | ---- |
| UCI Europe Tour | 939e |